# Wilfried Bergholz

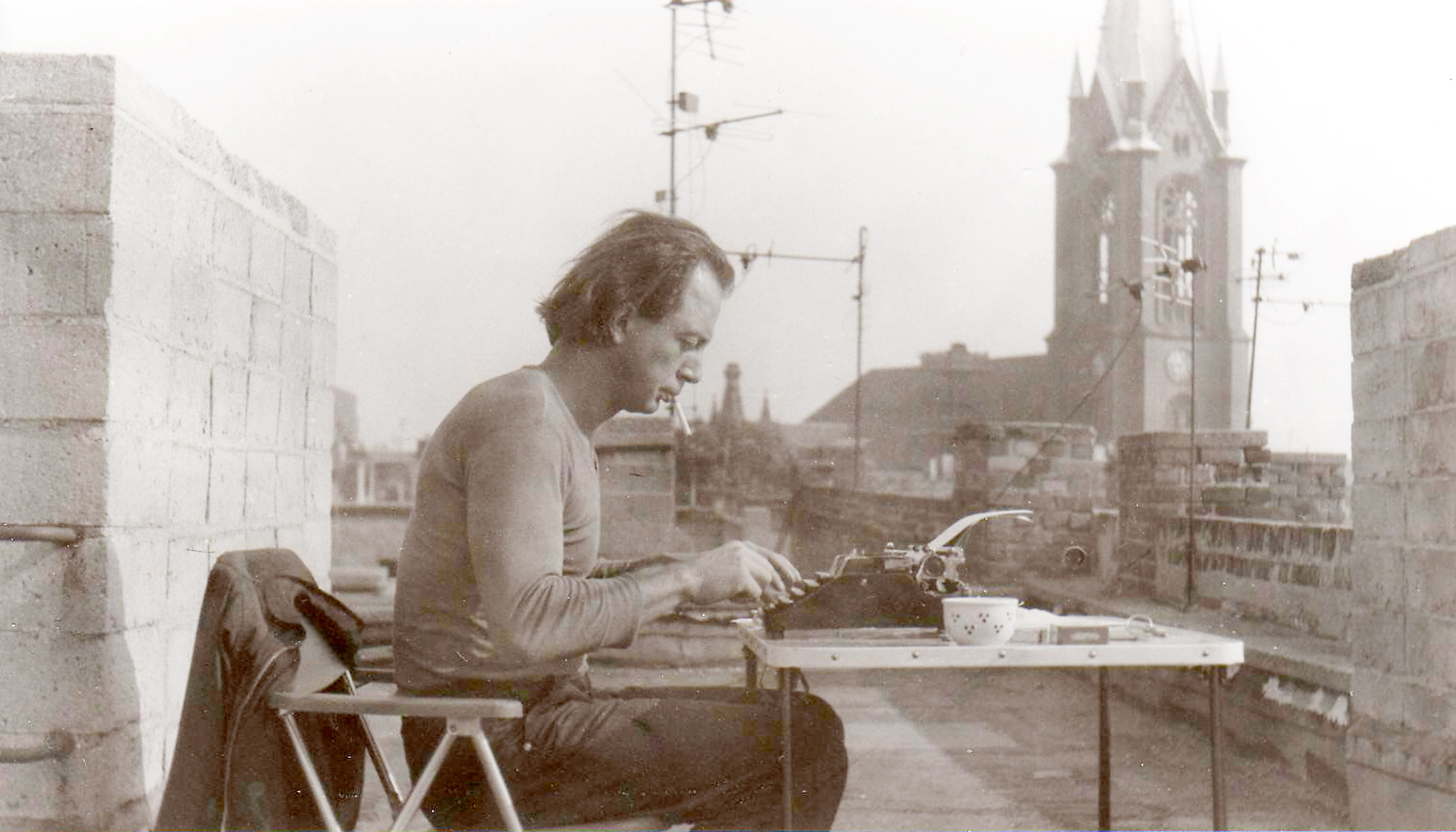
Wilfried Bergholz, 1987

Wilfried Bergholz (* 1953 in Greifswald) ist ein deutscher Journalist, Kinderpsychologe, Drehbuchautor, Schriftsteller und Sachbuchautor.

## Leben

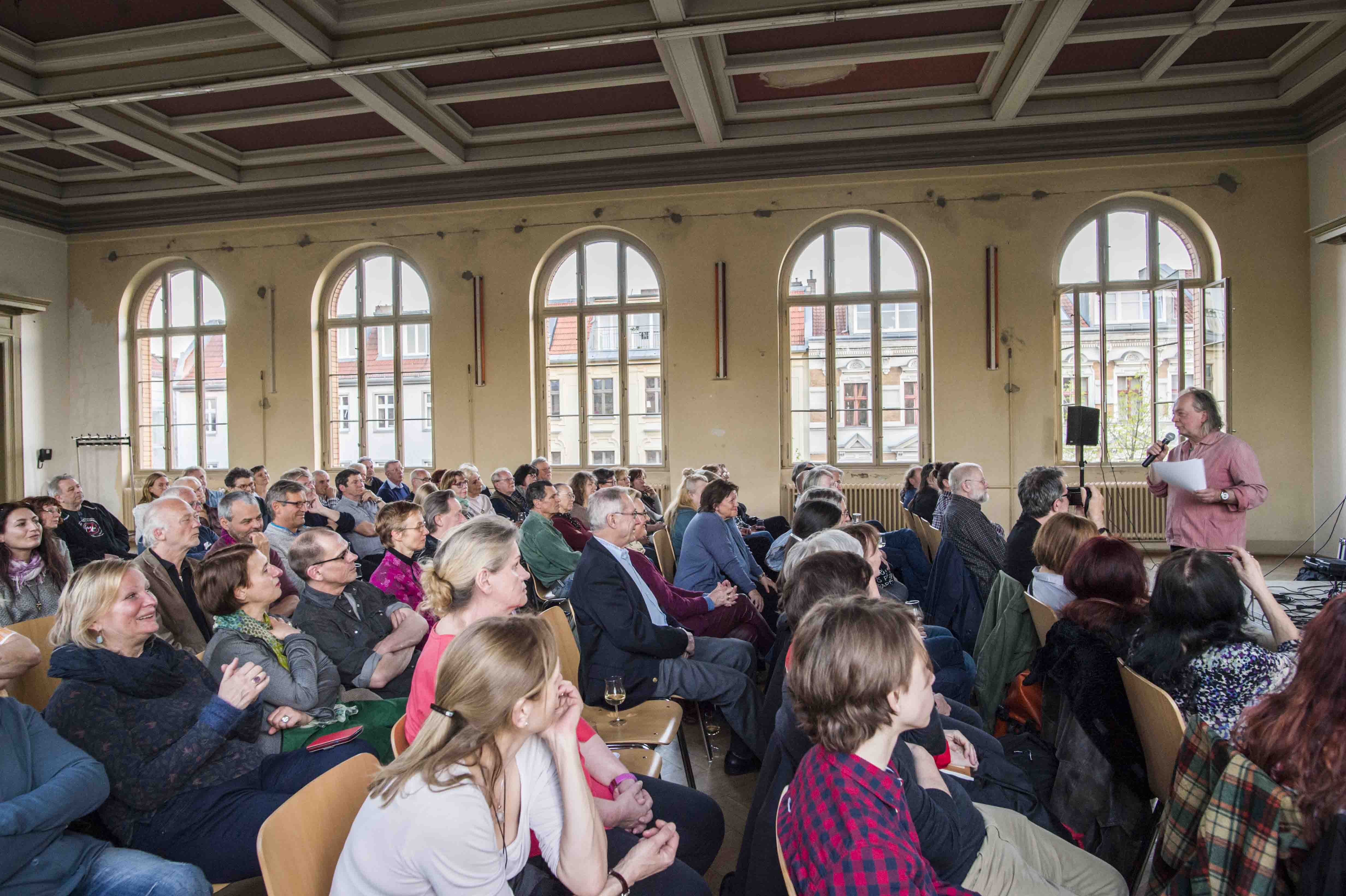
Buch-Premiere Umsturz im Kopf Bibliothek am Wasserturm 2017

Wilfried Bergholz war nach Abitur und Armeedienst ab 1975 redaktioneller Mitarbeiter beim Jugendradio DT64. Von 1978 bis 1983 studierte er klinische Psychologie bei Hans-Dieter Schmidt an der HU Berlin. Abschluss als Diplom-Psychologe. Danach arbeitete er als freier Journalist in Ostberlin für die Monatsjournale Elternhaus und Schule, Unterhaltungskunst und für die wöchentliche Kulturzeitschrift Sonntag. Bergholz begann Mitte der 1980er-Jahre erste Prosa-Texte zu schreiben, die er 1987 unter dem Titel Umsturz im Kopf im Samisdat veröffentlichte (Neuauflage 2017, siehe Foto). Er veranstaltete zahlreiche Lesungen in Kirchen und Wohnungen.
Zudem moderierte er Auftritte bekannter Liedermacher der DDR wie Stephan Krawczyk, Gerhard Schöne, Kurt Demmler. In der Veranstaltung Literatur nach 8 im Theater unterm Dach im Thälmann-Park Berlin (ehemaliges Verwaltungsgebäude der Gasanstalt an der Dimitroffstraße im Prenzlauer Berg) stellte Bergholz ab dem 22. März 1986 monatlich Schriftsteller vor, u. a. Hermann Kant, Peter Hacks, Eva Strittmatter, Ulrich Plenzdorf.
Stark besucht waren ab März 1988 auch seine Diskussionsabende Mit dem Gesicht zum Volke (nach einem Lied von Gerhard Schöne) im Jugendklub Leipziger Straße, bei denen sich Vertreter der Regierung zu aktuellen Fragen äußern konnten: Umweltschutz, Jugendmode, Wohnungsbau. Die Reihe musste nach der siebten Ausgabe zum Thema Wehrpflicht eingestellt werden.

Abenteuer im Drachenland – Ulf und Zwulf 1992

1987 gründete er zusammen mit Ulf Erdmann und Ralf Kleinschmidt das Kindermusiktheater Ulf und Zwulf, für das er bis 2002 fast alle Texte und einige Kompositionen schrieb – 12 LPs/CDs. Die erste LP Stadtabenteuer wurde 1988 von einer Kinderjury als Beste Kinderlieder-LP des Jahres ausgezeichnet. Zu den Veröffentlichungen dieser Zeit zählen Hörspiele, Texte für die Punkband Die komischen Vögel, das Theaterprojekt Der Mann im Kasten, das Kinderbuch Das grüne Versteck (Grafik Detlev Schüler) und das Sachbuch Liederleute (zusammen mit Petra Schwarz).
Wilfried Bergholz war ab 1989 Student am Literaturinstitut „Johannes R. Becher“ in Leipzig und nahm dort an den Montagsdemonstrationen teil, später auch an den revolutionären Ereignissen in der Berliner Gethsemanekirche ab dem 7. Oktober 1989.
Ab 1990 schrieb er für den Deutschen Fernsehfunk (Abschaltung am 31. Dezember 1991) zahlreiche Drehbücher für Kinderfilme. Der SFB sendete zu Beginn der 1990er Jahre drei Prosatexte in der Literatursendung Passagen und vier Geschichten in der Reihe „Ohrenbär“.

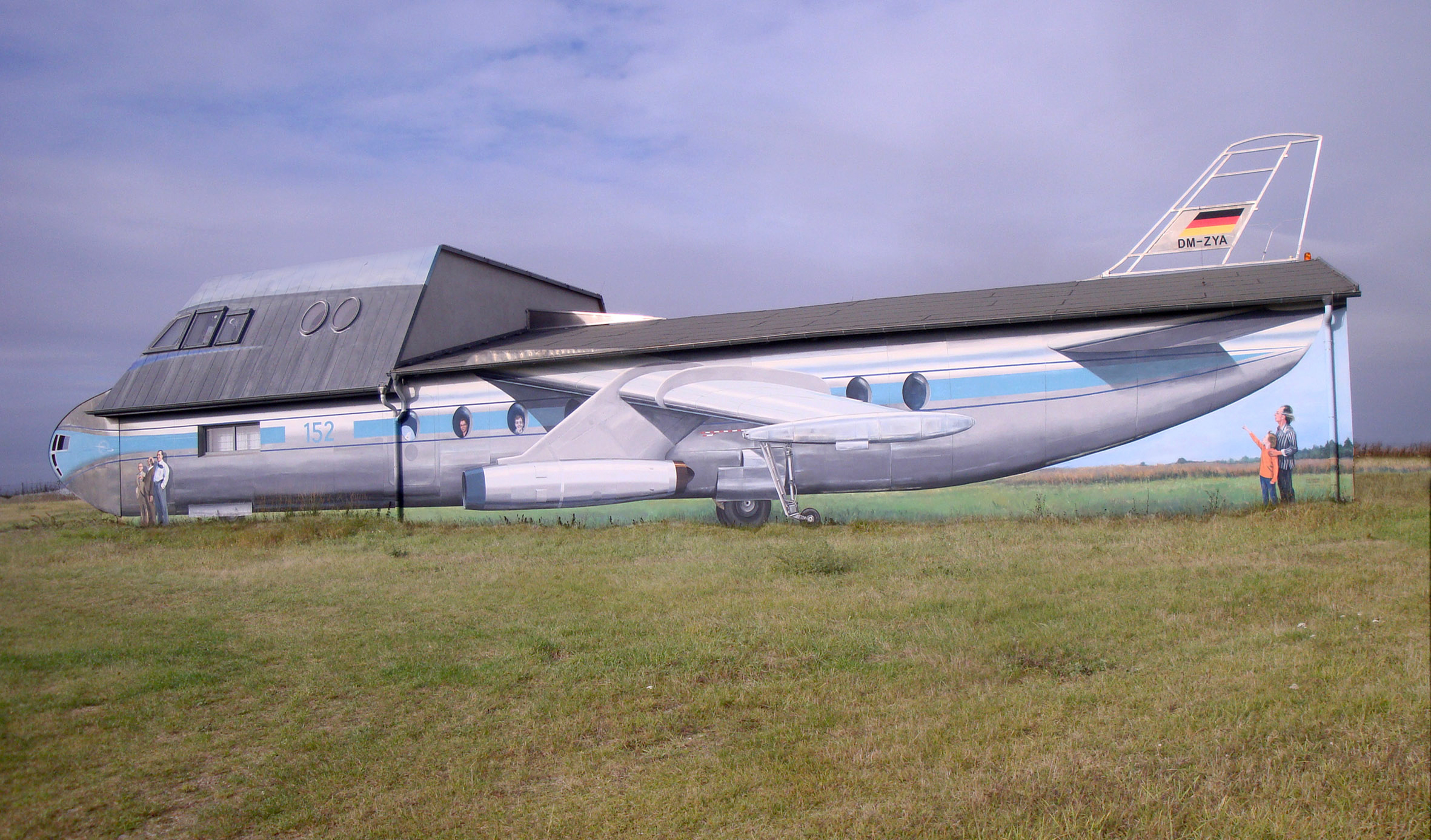
Denkmal für die 152/I V1 in Gellmersdorf im Maßstab 1:1

1991 gründete er zusammen mit Gerhard Kämpfe, Jürgen Hagen und anderen die Media On-line Kindershow GmbH, um die Kinderliederszene der DDR nach dem Ende des VEB Deutsche Schallplatten (Amiga) zu unterstützen. Die Kindershow betrieb auch das Theater des Ostens (TheO) in Karlshorst, als beliebte Spielstätte für Musikkonzerte und zwei Kindermusicals, für die Bergholz die Drehbücher schrieb. Besonders erfolgreich war das Stück Abenteuer im Drachenland (Regie: Volker Büttner), Premiere am Weltkindertag 1992 am Brandenburger Tor (zusammen mit Rolf Zuckowski). Bergholz war bis 2001 auch Geschäftsführer für das Label KINDERWELT. Seine Vertriebspartner für dieses bemerkenswerte Label, mit Künstlern wie Reinhard Lakomy, Veronika Fischer, Angelika Mann, Gruppe Rumpelstil und anderen waren: Jumbo Neue Medien, Polydor, Ravensburger und aktuell Sony BMG. Seine Produktion „Gerhard Schöne singt Kindergedichte“ wurde 2003 mit dem Medienpreis Leopold ausgezeichnet.
Als literarisches Hauptwerk gilt heute die Autobiografie Die letzte Fahrt mit dem Fahrrad – 19 Gespräche mit Matteo über Mut, Glück und Aufbegehren in der DDR. Der objektive und politisch fundierte Bericht eines Zeitzeugen wurde als fakultative Literatur für die Sekundarstufe II empfohlen. „Ein Mensch erzählt, was er erlebt hat, aufrichtig, tolerant, streng an der Realität. Das Buch erinnert an den Roman »Rohstoff« von Jörg Fauser, der auf ähnliche Weise zusammenfassend über sein Leben, über Politik und Leute schrieb.“
2001 eröffnete Wilfried Bergholz in der Nähe von Angermünde den Flugplatz Crussow für Ultraleichtflugzeuge und ist seit dieser Zeit auch als Pilot und Luftbildfotograf tätig. 2012 stellte er das Flugsportinformationszentrum in Gellmersdorf (FIZ) fertig als Hommage an das erste deutsche Düsenflugzeug für Passagiere Baade 152 – eine Farbgestaltung im Maßstab 1:1. Im Gebäude befindet sich zudem eine Ausstellung, unter anderem mit einem Originalrumpfteil der Serienmaschine 008.
Ab 2002 arbeitete Wilfried Bergholz als Kinderpsychologe in Berlin und im Landkreis Märkisch-Oderland. Seit 2013 ist er wieder schriftstellerisch tätig. Er hat drei Söhne und lebt in Berlin und in der Uckermark.

### Eine Glocke für Gellmersdorf
Als Dank an die Dorfgemeinschaft stiftete Bergholz anlässlich seines 70. Geburtstags eine neue Glocke für die Dorfkirche Gellmersdorf, die am 9. Dezember 2023 das erste Mal erklang. Wie bei vielen Kirchen in Deutschland wurde sie im Zweiten Weltkrieg abgenommen und eingeschmolzen – für Bomben und Kanonen. Die neue Glocke trägt die Aufschrift „Unserem Gott der Klang – unserem Dorf mein Dank – Wilfried Bergholz 2023“.

## Veröffentlichungen (Auswahl)

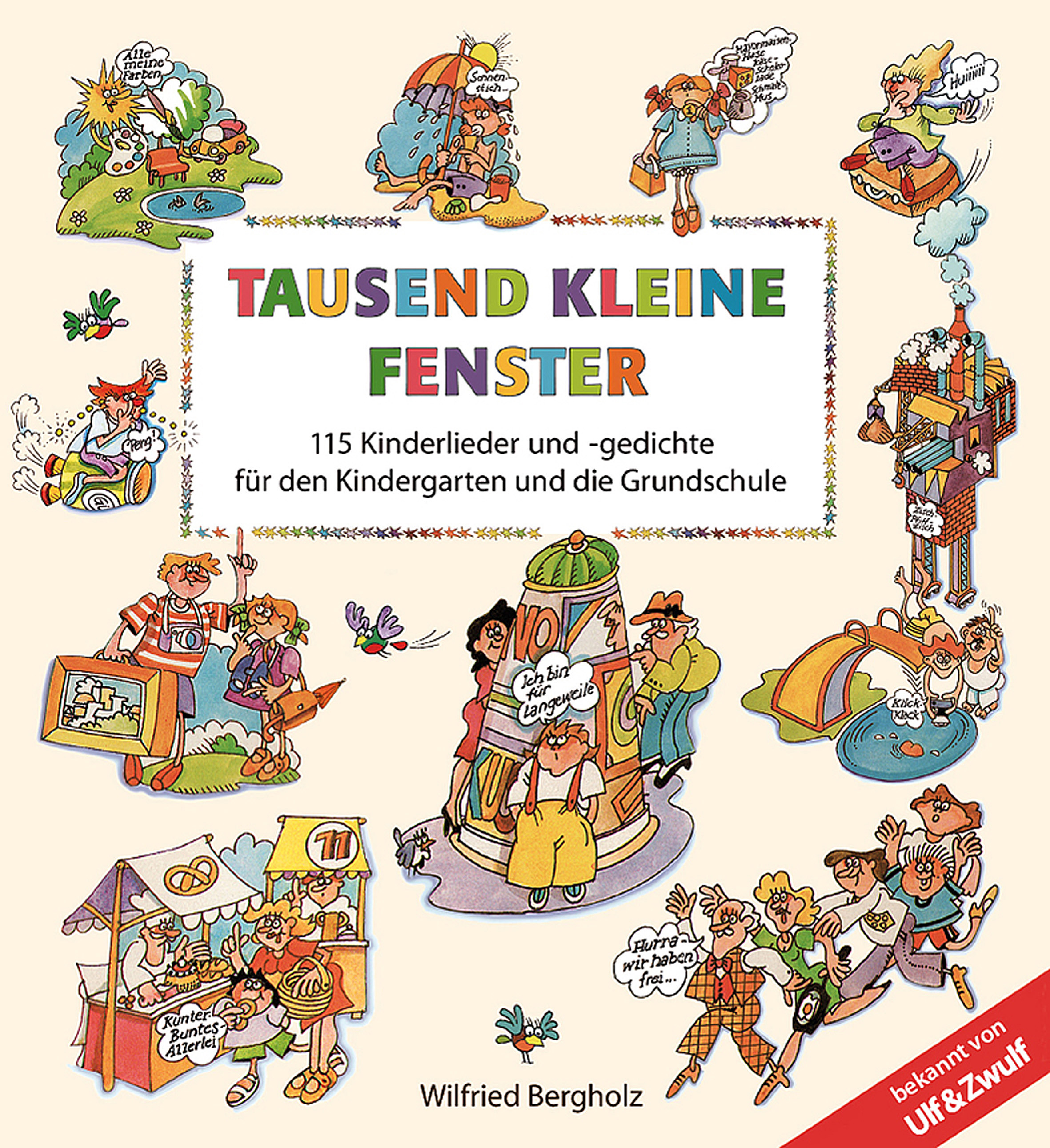
Titelblatt Tausend kleine Fenster

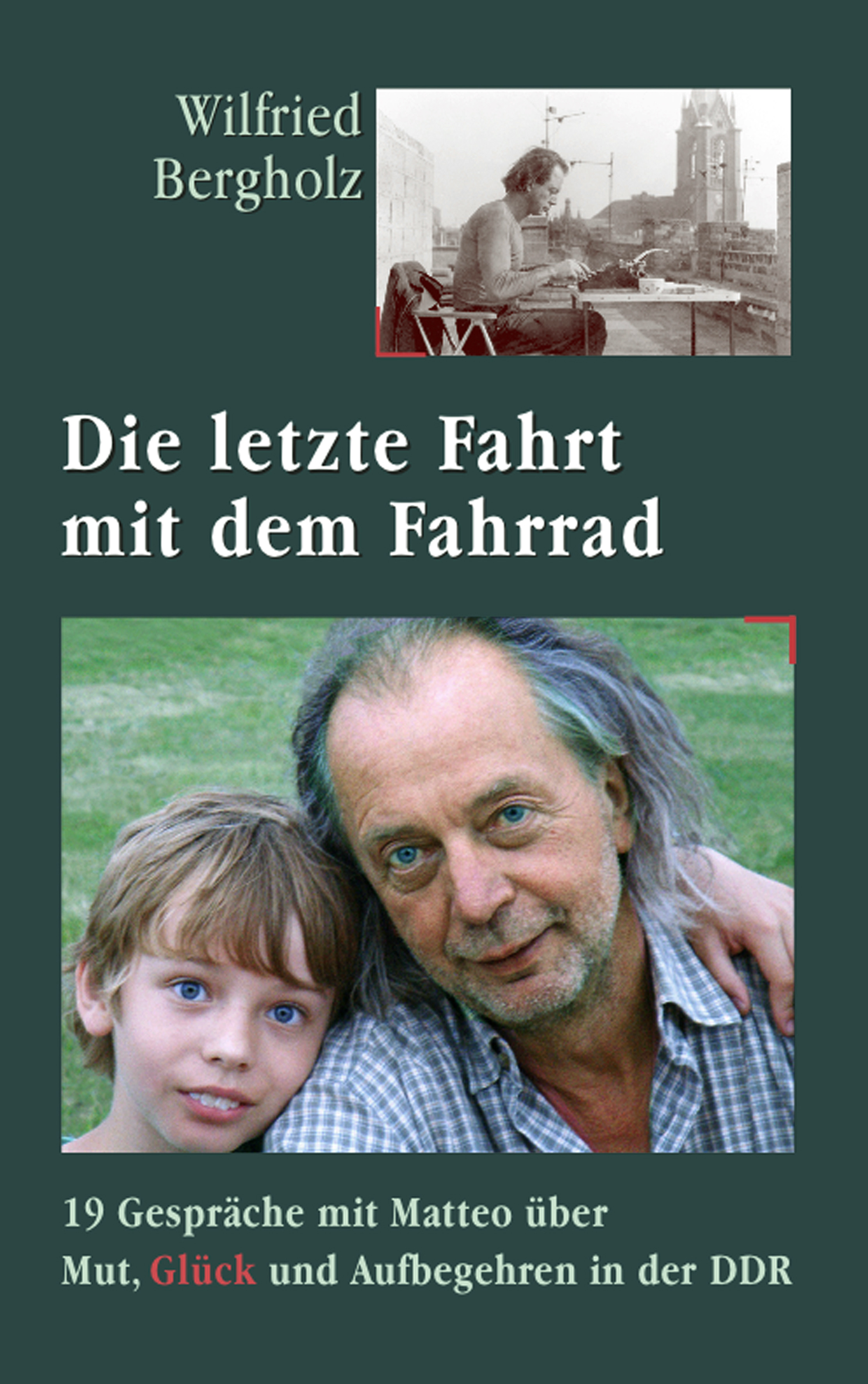
Titelblatt Die letzte Fahrt mit dem Fahrrad

- Stadtabenteuer mit Ulf & Zwulf und dem Spatz Willi (Kinderlieder-LP, Amiga 1987)
- Umsturz im Kopf (Prosa, Eigenverlag 1987)
- Bye, bye – Einstein (Theaterstück 1988)
- Skizzen (in: Temperamente 3/1989)
- Liederleute (Sachbuch, Lied der Zeit 1989)
- Knaatsch am Sonntag (Kinderlieder-LP, Amiga 1989)
- Feuerwerk (Hörspiel, Rundfunk der DDR 1989)
- Sinn für alles Schöne (Hörspiel, Rundfunk der DDR 1990)
- Tinas Trick (Hörspiel, Rundfunk der DDR 1989)
- Das Märchen vom frechen Schweinchen (Theater Schwerin 1990)
- Das grüne Versteck (Kinderbuch, Lied der Zeit 1990)
- Die Paradiesinsel (Kinderfilm, DFF 1990)
- Vier aus einem Haus (Kinderfilm, DFF 1991)
- Der Blick aus dem Fenster auf die Bank im Park (Prosa, SFB 1991)
- Die Kaspermaus (Deutscher Theaterverlag Weinheim 1992)
- Der Pfirsichbaum (Prosa, SFB 1992)
- Abenteuer im Drachenland (Kindermusical und CD, Amiga 1992)
- Im Glashaus – Begegnung mit einem Schatten (Prosa, SFB 1993)
- Circus-Lieder (Kindermusical und CD, Jumbo 1994)
- Maskenball (Die komischen Vögel CD 1996)
- Ich komme in die Schule (CD Kinderlieder, Ravensburger 1997)
- Ich gehe in den Kindergarten (CD Kinderlieder, Ravensburger 1999)
- Gerhard Schöne singt Kindergedichte (CD, als Produzent 2001)
- Ich bin dein Freund (CD Kinderlieder Ulf & Zwulf, Ravensburger 2002)
- Russlands große Flugzeugbauer Jakowlew, Mikojan-Gurewitsch, Suchoj (Sachbuch, Aviatic Verlag 2002)
- Die letzte Fahrt mit dem Fahrrad (Autobiografie, Tredition 2015)
- Typenkompass: Jakowlew. Seit 1927 (Sachbuch, Motorbuch Verlag 2017)
- Umsturz im Kopf (Prosa, Nachdruck Tredition 2017)
- Typenkompass: Suchoi. Seit 1927 (Sachbuch, Motorbuch Verlag 2018)
- Tausend kleine Fenster (Kinderliederbuch, Tredition 2018)
- Russische Kampfflugzeuge seit 1934 (Sachbuch, Motorbuch Verlag 2019)
- Kaspermaus und die Zauberwaage (Lesebuch für Kinder mit sechs Liedern, Tredition 2022)[1]